# Carlo Battisti (Romanist)
Carlo Battisti  (geboren 10. Oktober 1882 in Trient, Österreich-Ungarn; gestorben 6. März 1977 in Empoli) war ein italienischer Romanist, Italianist, Toponomastiker und Politiker des Irredentismus. Als Gelegenheitsschauspieler spielte er die Titelrolle in Vittorio de Sicas Film Umberto D. (1951).

## Leben und Werk

### Karriere als Hochschullehrer
Carlo Battistis Eltern kamen ursprünglich aus Fondo im Nonstal; sein Vater war Gymnasiallehrer in Trient. Er studierte ab 1900 an der Universität Wien bei Wilhelm Meyer-Lübke, Adolf Mussafia, Karl von Ettmayer und Elise Richter. Er promovierte über die alt-trentinische Komödie La Catinia (1419) von Sicco Polenton (erschienen in: Archivio trentino 19–21, 1904–1906, insgesamt 157 Seiten) und habilitierte sich mit der Schrift Die Nonsberger Mundart. Lautlehre (Wien 1908). Er wurde zuerst Bibliothekar. 1914 konnte er der erfolgten Ernennung zum Professor wegen seines Kriegsdienstes nicht nachkommen. Er wurde zu Beginn des Ersten Weltkriegs als Leutnant der Reserve der Kaiserjäger einberufen und geriet 1914 bei Uhnów in russische Kriegsgefangenschaft. Er lehrte zeitweise an der Universität Tomsk. Nach Kriegsende kehrte er nach Italien zurück und leitete ab 1919 den Wiederaufbau der Bibliothek im kriegszerstörten Gorizia, das nun zu Italien gehörte.
Von 1925 bis zu seiner Emeritierung 1952 lehrte Battisti Romanische Philologie an der Universität Florenz. In Florenz bildete er Bibliothekare und Archivare aus und war Direktor des Instituts für Glottologie und Mitdirektor des „Istituto Internazionale Etrusco“. Nach seiner Emeritierung war er weiterhin wissenschaftlich tätig und hielt noch Vorlesungen an der Universität Lecce (heute: Università del Salento).
In der Reihe Dizionario toponomastico atesino [Ortsnamenwörterbuch des Etschtals] war er zwischen 1936 und 1978 Autor oder Mitautor von 13 Bänden. Er war ferner der Gründungsherausgeber der Reihe Dizionario toponomastico trentino (Florenz 1974 ff.).
Seit 1910 war er Mitglied der Accademia degli Agiati in Rovereto.

### Rolle in der Südtirolfrage
Battisti schrieb bereits im Jahr 1906 in dem soeben von Ettore Tolomei gegründeten Jahrbuch Archivio per l'Alto Adige; wegen Meinungsverschiedenheiten in der Frage der ethnischen Zugehörigkeit der Ladiner gingen sie bis 1925 getrennte Wege. An der Wiener Universität hatte Battisti mehrere Aufträge zur Sprachforschung in den Alpentälern erhalten und auch deren Ergebnisse veröffentlichen können. Schon in Wien war seine linguistische Forschung an den Aktivitäten des politischen Irredentismus ausgerichtet. Nach Kriegsende stand dieser vor der Aufgabe, die im Vertrag von Saint-Germain hinzugewonnenen Gebiete und deren deutsche und ladinische Bevölkerung zu italianisieren. In der Auseinandersetzung um die Questione Ladina ergab sich aus den sprachwissenschaftlichen Forschungen der sogenannten „Battistini“ auch noch ein italienischer Gebietsanspruch auf die rätoromanischen Teile der Schweiz. Ebenfalls einen politischen Hintergrund hatte die in den 1930er Jahren geführte Polemik über die Herkunft der Etruskischen Sprache, an der Battisti teilhatte. Die wiederaufgenommene Zusammenarbeit mit Tolomei sorgte 1928 dafür, dass Battisti an der Neuauflage des 1923 durch königliches Dekret amtlich gewordenen Namenbuches der Südtiroler Ortsnamen mitarbeitete. 1936 wurde Battisti in die Leitung des Istituto di Studi und des Archivio per l'Alto Adige aufgenommen. In den Jahren bis 1942 schaffte Battisti es in einem organisatorischen Kraftakt, in seinem Fiorentiner Institut zehn Bände des Dizionario Toponomastico Atesino erstellen zu lassen, wofür ihm ein Etat über 100.000 Lire zur Verfügung stand. In der faschistisch-propagandistischen Zeitschrift Atesia Augusta legte er 1939 Rechenschaft über die geleistete Arbeit mit den Worten ab:

„La maggior soddisfazione di uno scienziato italiano è quella di veder riconosciuto ed apprezzato dal Duce il lavoro principale della propria vita.“

„Die größte Befriedigung eines italienischen Wissenschaftlers ist es, das eigene Hauptwerk von Mussolini anerkannt zu sehen.“

Als 1943 mit der Besetzung Italiens durch die deutsche Wehrmacht Südtirol zur Operationszone Alpenvorland geschlagen wurde, wurde Tolomei von der Gestapo verhaftet und nach Deutschland verschleppt. Das Institut in Tolomeis Südtiroler Wohnsitz in Montan wurde aufgelöst und die Forschungsunterlagen geraubt (sie blieben nach Kriegsende spurlos verschwunden). Battisti konnte in der Italienischen Sozialrepublik (RSI) in Florenz noch den Jahresband 1944 des Archivio per l'Alto Adige sowie eine weitere Zusammenstellung ladinischer Ortsnamen herausgeben.
Nach der Befreiung von Florenz durch die Alliierten wurde Battisti als kommissarischer Leiter des Istituto di Studi per l'Alto Adige in Florenz eingesetzt. Tolomei wurde bei der Säuberung vom Faschismus (wegen seiner Haft in Deutschland) milde behandelt, behielt seinen im Faschismus verliehenen Senatorentitel und arbeitete bei der Pariser Friedenskonferenz 1946 wieder dem italienischen Nationalismus zu, indem er in gewohnter Weise Karten über die Volkszugehörigkeit in Südtirol erstellte.
Auch für Battisti stand in den Arbeiten nach 1945 die Untermauerung des italienischen Anspruchs auf Südtirol im Vordergrund seiner staatlich geförderten Veröffentlichungen. „Er hielt auch nach 1945 unbeirrt an der Berechtigung der Brennergrenze, der Gültigkeit des Prinzips der natürlichen Grenzen und der Wasserscheidentheorie ... fest ...“ „Die Zugehörigkeit Südtirols zu Italien legitimierte sich bei Battisti aus der vermeintlichen "tiefen Romanität" des gesamten Gebiets, das er prinzipiell als gemischtsprachige Region ansah.“ In der heiklen Frage der Revision der Optionsbestimmungen wandte er sich vehement gegen die Rückoption bzw. Rücksiedelung ausgewanderter Südtiroler. Battisti reagierte noch 1955 mit heftiger Polemik auf die Versuche des nun wieder souveränen Österreichs, in der Südtirolfrage aktiv zu werden. Gleichwohl ging mit dem allmählichen "Verzicht" der italienischen Politik auf die Tolomeische Entnationalisierung der Minderheiten eine auch wissenschaftliche Anerkennung des sprachlichen Status quo einher. Das Pendant des mühsamen Wegs zur Autonomie Südtirols in der Politik war in der von Battisti geleiteten Zeitschrift allmähliche Anerkenntnis von Minderheiten in der Region und die Aufnahme des „bilinguismo“ in die wissenschaftliche Analyse. Ab 1969 wurde in der Zeitschrift kein politischer Beitrag mehr veröffentlicht. Allerdings hat Battisti die von Tolomei vertretene und politisch gemünzte historische These, Südtirol sei im Mittelalter nur oberflächlich germanisiert gewesen, auch in den 1960er Jahren auch entgegen historischer Evidenz noch nicht verwerfen wollen.

### Rolle im Filmschaffen
Als Battisti zur Teilnahme an einer Prüfungskommission nach Rom reiste, sprach ihn Vittorio De Sica vor dem Unterrichtsministerium an, um ihn für seinen neorealistischen Film Umberto D. zu engagieren. Im Alter von 70 Jahren spielte er 1952 die Hauptrolle in diesem Film De Sicas. Diese Erfahrung veranlasste Battisti, sich als Linguist mit der Sprache des Films auseinanderzusetzen und einen wissenschaftlichen Dokumentarfilm über ladinisches Brauchtum zu drehen, Le Nozze Fassane, für den er von der Region Trentino-Alto Adige zu den Produktionskosten von 500.000 Lire einen öffentlichen Zuschuss erhielt.

## Schriften (Auswahl)
- Bericht über eine Forschungsreise zur Untersuchung der ladinisch-trientinischen Mundarten, Wien: Holzhausen, 1909
- Die Nonsberger Mundart (Lautlehre). Wien, Hölder, 1909
- Zur Sulzberger Mundart: ein Reisebericht. Wien, Holzhausen, 1911
- Le dentali intervocaliche nei dialetti italiani, Halle a. S. 1912
- Die Mundart von Valvestino. Ein Reisebericht. Wien, Hölder, 1913
- Die Erforschung der Ortsnamen in Oberetsch während der Jahre 1914–1924, 1926
- Karl R. von Ettmayer; Wilhelm Meyer-Lübke; Carlo Battisti: Prinzipienfragen der romanischen Sprachwissenschaft: Wilhelm Meyer-Lübke zur Feier der Vollendung seines 50. Lehrsemesters und seines 50. Lebensjahres gewidmet, Halle a. S.: Niemeyer, 1910–1912
- (Hrsg.) Testi dialettali italiani in trascrizione fonetica, Halle a. S. 1914–1921, Sala Bolognese 1988
- Studi di storia linguistica e nazionale del Trentino, Florenz 1922, Sala Bolognese 1986
- Filoni toponomastici prelatini nel bacino del Noce, in: Studi Trentini, annata IX, Trento 1928.
- Popoli e lingue dell'Alto Adige. Studi sulla latinità altoatesina, Florenz 1931 (Sammelschrift)
- Polemica etrusca, Florenz 1934
  - Der heutige Stand der etruskischen Sprachforschung, Florenz, R. Universita degli Studi di Firenze, Istituto di Glottologia, Prof. C. Battisti, 1939
- Dizionario toponomastico atesino, 1936
- Storia della "questione ladina", F. Le Monnier, Florenz 1937
- Fonetica generale, Mailand 1938, 1978, 2000
- I nomi locali della Pusteria, 1940
- Storia linguistica e nazionale delle valli dolomitiche atesine, Florenz 1941
- L'Italianità dell'Alto Adige, Florenz, 1945
- (Hrsg.): Essais sur le Haut Adige, Florenz 1946
- I nomi locali della comunità di Cortina d'Ampezzo, 1947
- Avviamento allo studio del latino volgare, 1949
- Polemica Ampezzana: Ampezzo, Ladina e Cadore. Terza lettera aperta al Comitato Esecutivo della "Zent Ladina-Dolomites", Firenze 1949
- mit Giovanni Alessio: Dizionario etimologico italiano, 5 Bde., Florenz 1950–1957; 1975 (4132 Seiten)
- (Hrsg.): Atlante toponomastico della Venezia Tridentina, Florenz 1951ff.
- (Hrsg.): Miscellanea di studi linguistici in ricordo di Ettore Tolomei, Florenz 1953
- Italiani e Tedeschi nell'Alto Adige. Osservazioni su una recente pubblicazione etnografica alto-atesina, estratto da L'Universo, 1953
- Commento al foglio 2: Saggio di cartografia toponomastica atesina, comune di Castelrotto, 1953
- Il confine italo-austriaco al Brennero, Firenze, 1954
- Opzioni, riopzioni e separatismo nell'Alto Adige, Florenz 1954
- L'Italia e l'Alto Adige dall'accordo italo-austriaco del 1946 alla nota austriaca del 1956. Esperienze d'un decennio, Florenz 1956, 1957
- Esperienze di un decennio. Seconda edizione riveduta e ampliata. Firenze, Le Monnier, 1957
- Sostrati e parastrati nell'Italia preistorica, Florenz 1959 (Vorlesungen an der Universität Lecce 1956–1958)
- Le Valli Ladine dell'Alto Adige e il pensiero dei linguisti italiani sulla unità dei dialetti ladini, 1962
- (Hrsg.): L'Alto Adige nel passato e nel presente. Studi raccolti da Carlo Battisti, Florenz, Istituto di Studi per l'Alto Adige, 1963
- La relazione della commissione dei XIX e l'Alto Adige, Firenze, Barbera, 1964
- Il censimento del 1961 e il bilinguismo nell' Alto Adige, Firenze: Istituto di studi per L'Alto Adige (ca. 1965)
- Avviamento allo Studio del Latino Volgare, Bari 1966
- mit S. Vacante e R. Cajoli: Alto Adige Addio!, Ed. del “Borghese”, Milano, 1967
- I nomi del Roveretano distribuiti per comuni, 1968
- I nomi locali del Burgraviato di Merano, 1968
- La distribuzione dei dialetti trentini, Firenze: Istituto di studi per L'Alto Adige, 1971
- I nomi locali dell'altopiano di Lavarone Luserna, 1972
- I nomi locali di Trento e dei suoi dintorni, 1972
- I nomi locali della media Venosta (Val Senalese e Val Martello), 1978
- L'Italia dialettale, pubblicato da Arti Grafiche Pacini Mariotti, 1999